# Podřízník

Hedvábný podriznik-sticharion a lněný pás s kříži epitrachelion, 17.- 18. století, Skokloster

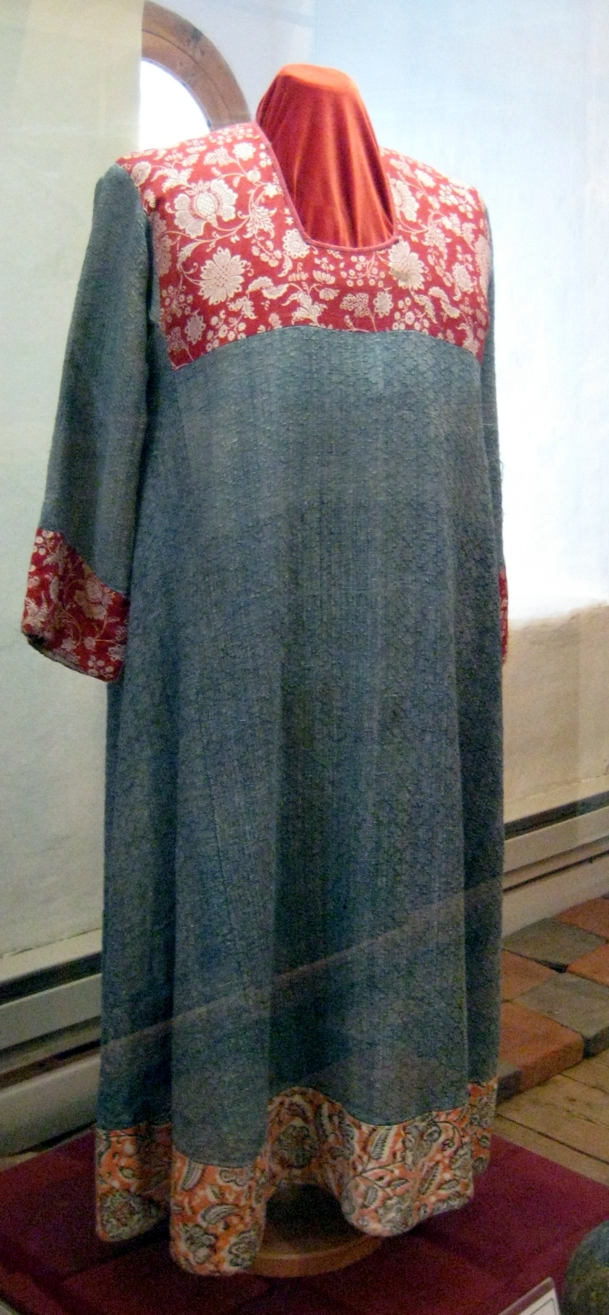
Bavlněný podriznik, Klášter Ferapontov, začátek 20. století

Podriznik či počeštěně podřízník (rusky подри́зник) je bohoslužebný oděv, košile pravoslavného kněze a archijereje.

## Charakteristika
Jedná se o druh sticháře (řecky sticharion nebo zostikon), tj. spodního dlouhého oděvu, sahajícího nahoře ke krku a dole až na paty, s úzkými rukávy a zapínáním na knoflíky na levém boku.

### Výroba
Zhotovuje se obvykle z hedvábí, ale také může být ušit z bavlny nebo lněného plátna. V nouzových podmínkách býval sešitý z různých zbytků. V současnosti mívá bílou barvu (u ženatých kněží), řidčeji také jiné barvy, například černou (mniši).

## Užití
Podřízník si obléká archijerej a kněz nižšího svěcení při sloužení liturgie а rovněž při zvláštních příležitostech při jiných bohoslužbách (například na jitřní při vynášení kříže na svátek Povýšení, na paschální nešpory aj.). Jako svrchní plášť se přes podriznik obléká rjasa
Archijerejský podřízník (v církevní denní praxi nazývaný též подсаккосник – podsakkosnik) má tzv. gammaty (гамматы) neboli pramínky (источники) – stužky stahující rukáv u zápěstí. Gammaty jsou chápány jako symbolické zobrazení pramínku krve z probodnutých rukou Ježíše Krista.
Ekvivalentem podřizníku v římskokatolické církvi je alba.